# Rue Le Sueur
Ne doit pas être confondu avec Avenue Lesueur.
La rue Le Sueur est une rue située dans le 16e arrondissement de Paris dans le quartier de Chaillot.

## Situation et accès
Elle commence au 32, avenue Foch et finit sur la place du Général-Patton.
La station de métro la plus proche est Argentine, où circulent les trains de la ligne 1.
Cette rue se trouve dans un quartier où ont été regroupés plusieurs noms d'artistes.

## Origine du nom

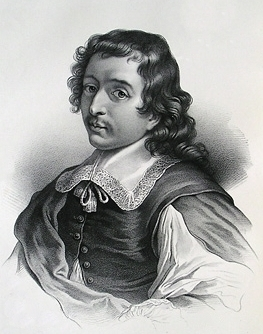
Le peintre Eustache Le Sueur.

Elle porte le nom du peintre, dessinateur et décorateur français Eustache Le Sueur (1617-1655).

## Historique
Cette voie de l'ancienne commune de Passy est ouverte sous le nom de « rue Saint-Ange », entre l'avenue Foch et la rue Chalgrin, par un décret du 9 septembre 1861.
Classée dans la voirie parisienne en vertu d'un décret du 23 mai 1863, elle prend sa dénomination actuelle par un décret du 24 août 1864.

## Bâtiments remarquables et lieux de mémoire
- No 9 : square de l'Avenue-du-Bois, voie privée.
- Nos 17-19 : série d’hôtels particuliers de style néo-Renaissance édifiés par l'architecte Gustave Roy en 1888[1].
  - No 17 : propriété d'une société civile immobilière (SCI) créée en avril 2010 et baptisée Nes, diminutif de Nesrine Ben Ali, fille de l'ancien président tunisien Zine el-Abidine Ben Ali et de Leïla Trabelsi[2].

### Bâtiment détruit

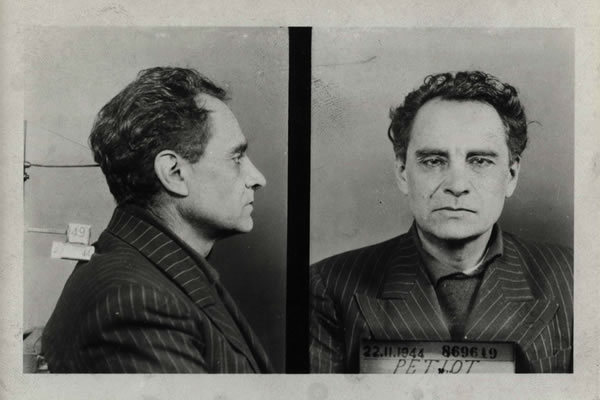
Photographie d'identité judiciaire du docteur Petiot (22 novembre 1944).

- No 21 : pendant la Seconde Guerre mondiale, durant l'Occupation, le docteur Marcel Petiot y commettra l'assassinat de 27 personnes dans son hôtel particulier se trouvant au no 21[3], il fut démoli dans les années 1950 et remplacé par l'immeuble actuel. Pour ses crimes, Petiot fut condamné à mort et exécuté en 1946. Ce bâtiment avait précédemment été occupé par la comédienne Cécile Sorel.